# ニコラスビル (ケンタッキー州)
ニコラスビル（英: Nicholasville）は、アメリカ合衆国ケンタッキー州の都市。ジェサミン郡の郡庁所在地である。人口は3万1093人（2020年）。レキシントンのベッドタウンとして機能している。

## 地理
ニコラスビルはレキシントンの南20キロメートルに位置している。
アメリカ合衆国国勢調査局に拠れば、市域全面積は13.08平方マイル (33.9 km2)であり、このうち陸地13.01平方マイル (33.7 km2)、水域は0.07平方マイル (0.18 km2)で水域率は0.52%である。

## 歴史

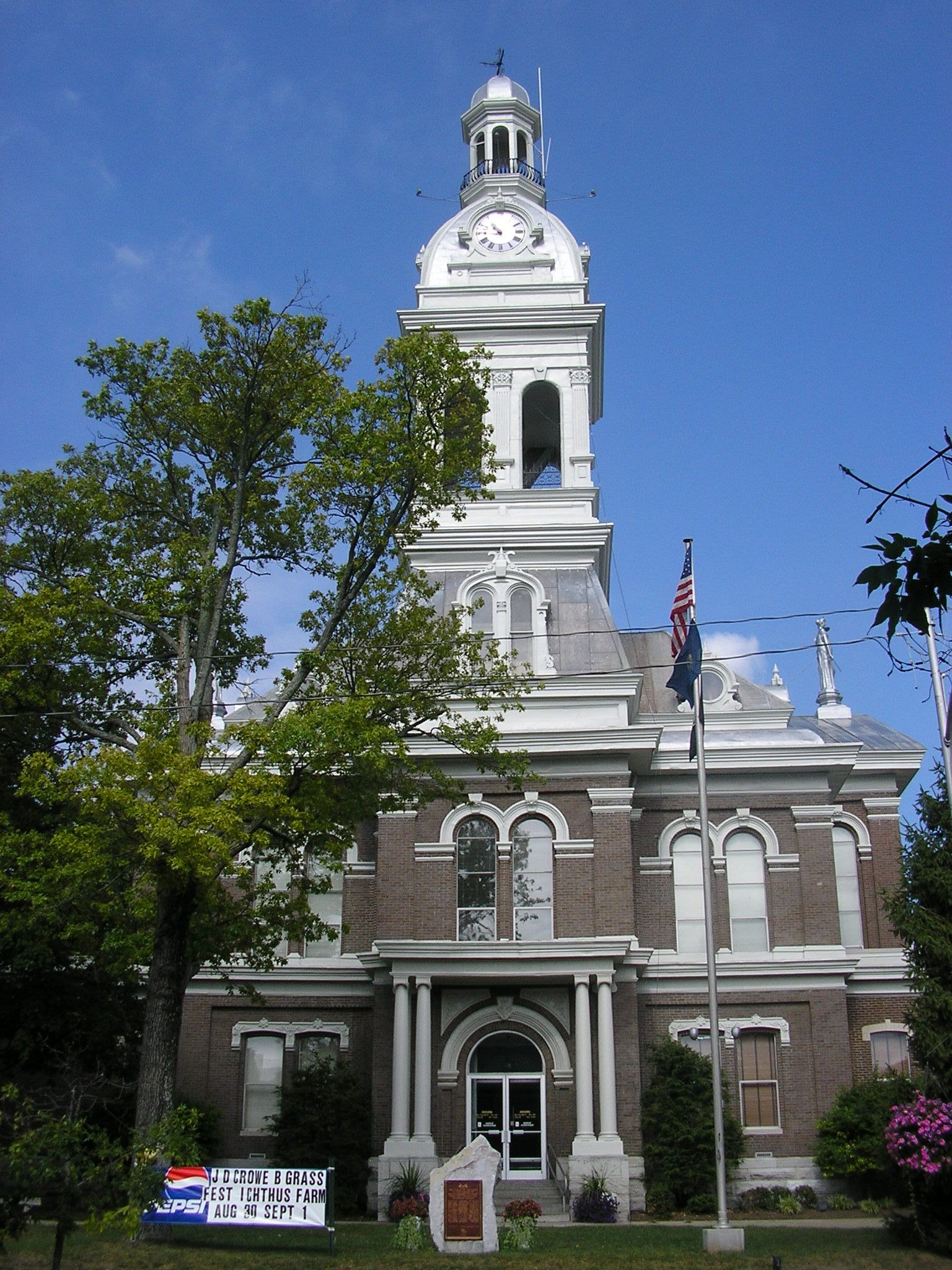
ジェサミン郡庁舎

ニコラスビルは1798年に設立された。しかし正式に法人化されたのは1837年になってからだった 。
町の名は1792年ケンタッキー州憲法の父と呼ばれたジョージ・ニコラス大佐にちなんで名付けられた。
市内にあるヤング・ハウスはアメリカ合衆国国家歴史登録財に指定されている。

## 交通

### アメリカ国道
- アメリカ国道27号線、南北方向の幹線道、レキシントン市境から、ニコラスビル市中心の北にある産業道路27号線との交差点まで、中央に左折レーンがある4車線道路である。市の西端で4車線の自動車専用バイパスとなり、南のケンタッキー川に向かう
  - 1986年3月に、1,600万ドルをかけ、長さ9.7キロメートルのニコラスビル・バイパス建設が始まった。4車線、自動車専用のこのバイパスは1988年に開通した[6]。平面交差7か所とダイヤモンド型インターチェンジ1か所がある
- アメリカ国道27号線産業道路、中心街を南北に抜ける2車線および4車線の幹線道、両端が27号線に接続

### ケンタッキー州道
- ケンタッキー州道29号線、東西方向2車線、市の西端から中心街まで、ウィルモア道路と呼ばれる区間がある
- ケンタッキー州道39号線、市の南から中心街の国道27号線産業道路まで、メイプル通り、サルファー・ウェル道路、ランカスター道路と呼ばれる区間がある
- ケンタッキー州道169号線、市の中心を通る東西方向路。キーン道路、3番通り、リッチモンド道路、ユニオン道路と呼ばれる区間がある
- ケンタッキー州道1980号線、東のファイエット郡に向かう。アッシュグローブ道路とも呼ばれる。レキシントン市境の南で国道27号線から分かれる
- ケンタッキー州道3375号線、国道27号線の西から市中心の北を通る。キャットニップヒル道路とも呼ばれる

### 道路計画
ニコラスビル市の北、国道27号線のシングルポイント都市インターチェンジから、市の南の国道27号線まで、新しく長さ11.9キロメートル、4車線中央分離式の高規格道路が、ニコラスビル市東半分のために計画されている。西側のバイパスは1988年に完成している。
2002年9月、連邦政府高規格道路管理局が環境影響評価書を承認した。1,500万ドルと見積もられた通行権買収は2006年に始まり、公益事業線の移し替えが2007年に、建設工事が2008年に始まった。総建設費は7,300万ドルと推計されている。ケンタッキー州交通キャビネットに拠れば、この道路が開通すると、西バイパスを58,000台、東バイパスを45,000台が使うことになると予測されている。

### 輸送計画
レキシントン地域MPOはファイエット郡とジェサミン郡の交通計画を担当している。これにはカープール・マッチング、通勤用相乗り計画の管理、大気質予報、自転車道と歩道の計画、渋滞緩和策、交通計画の策定と文書化が含まれている。

## 人口動態
以下は2010年国勢調査による人口統計データである。
| 基礎データ - 人口: 28,015 人 - 世帯数: 10,492 世帯 - 家族数: 7,503 家族 - 人口密度: 827.0人/km2（2,141.9人/mi2） - 住居数: 11,405 軒 - 住居密度: 336.7軒/km2（872.0軒/mi2） 人種別人口構成 - 白人: 91.5%（非ヒスパニック: 89.5%） - アフリカン・アメリカン: 4.3% - ネイティブ・アメリカン: 0.2% - アジア人: 0.5% - 太平洋諸島系: 0.1% - その他の人種: 1.2% - 混血: 2.3% - ヒスパニック・ラテン系: 3.5% 年齢別人口構成 - 18歳未満: 27.9% - 18-24歳: 8.8% - 25-44歳: 30.7% - 45-64歳: 22.8% - 65歳以上: 9.8% - 年齢の中央値: 33歳 - 性比（女性100人あたり男性の人口） - 総人口: 91.1 - 18歳以上: 86.9 | 世帯と家族（対世帯数） - 18歳未満の子供がいる: 36.4% - 結婚・同居している夫婦: 49.2% - 未婚・離婚・死別女性が世帯主: 16.7% - 非家族世帯: 26.5% - 単身世帯: 22.3% - 65歳以上の老人1人暮らし: 7.4% - 平均構成人数 - 世帯: 2.64人 - 家族: 3.07人 収入と家計 - 収入の中央値 - 世帯: 43,453米ドル - 家族: 52,419米ドル - 性別 - 男性: 37,954米ドル - 女性: 33,330米ドル - 人口1人あたり収入: 19,526米ドル - 貧困線以下 - 対人口: 17.1% - 対家族数: 14.5% - 18歳未満: 22.7% - 65歳以上: 6.5% |